# Die weiße Sklavin (1927)
Die weiße Sklavin ist ein deutscher Stummfilm aus dem Jahre 1927. Unter der Regie von Augusto Genina spielten Liane Haid in der Titelrolle und Wladimir Gaidarow die Hauptrollen.

## Handlung
Lady Mary Watson, eine britische Adelige von ausgezeichneter Reputation, verliebt sich in einen exotisch anmutenden, attraktiven Araber, der ihr Herz zum Schmelzen bringt. Sie folgt ihm, trotz der Warnung einiger ihr wohlgesinnten Freunde daheim, in sein Heimatland Marokko, wo sie allerdings rasch feststellen muss, dass hier zwei Welten aufeinanderprallen. Während sie die Wertvorstellungen des Okzident vertritt, fühlt sich ihr Ehemann Ali Enver Bey, der bereits eine Ehefrau hat, durch und durch dem Orient und seinen archaischen Sitten und Gebräuchen verpflichtet.
Rasch landet Mary als seine ganz persönliche „weiße Sklavin“ in seinem Harem und schließlich, als sie sich gegen Enver auflehnt, in einem Freudenhaus. Nach längerer Leidenszeit kann sie mit Hilfe des europäischen Arztes Dr. Warner dieser Hölle entfliehen. Doch Ali Enver Bey ist nicht bereit, auf „seinen Besitz“, als den er die weiße Lady aus England betrachtet, zu verzichten und setzt ihr nach. Bei dieser Verfolgungsjagd wird er getötet. Mit dem Arzt an ihrer Seite kehrt Lady Mary schließlich in ihre europäische Heimat zurück und beide heiraten.

## Produktionsnotizen
Die weiße Sklavin entstand im Filmatelier von Berlin-Staaken und in Algerien (Außenaufnahmen in Algier, der Sahara und in der Oasenstadt Biskra). Der Sechsakter mit 2550 Metern Länge passierte die Zensurprüfung am 18. August 1927 und erhielt Jugendverbot. Die Uraufführung fand am 22. September 1927 im Berliner Mozartsaal statt, die österreichische Erstaufführung war für den 28. Oktober 1928 vorgesehen.
Die Filmbauten entwarfen Hans Sohnle und Otto Erdmann.

## Kritik
„… Dazu aufregende Einzelheiten, oft romanhaft outriert, handfester Kolportage keineswegs ausweichend, der Dominante ‚Spannung‘ untergeordnet. Gaidarow … gibt einen Typus von bemerkenswerter, leicht exotischer Schönheit und Eleganz. Die reizende Liane Haid kam uns weizenblond. Das Beste vollbrachte Gustave Preiss’ Photographie. Er fing die Bilder der marokkanischen Landschaft in Hülle und Fülle. Diese Aufnahmen sind ein großer Genuß.“

Paimann’s Filmlisten resümierte: „Sujet und Regieführung sind ältere Technik, das Ganze aber trotzdem sehr spannend und publikumswirksam, dies besonders durch die Gegenüberstellung von europäischer Kultur und Brutalität und Erotik des Orients. Das Spiel ist zufriedenstellend, einige sehr schöne orientalische Bilder erwähnenswert, die Photographie sehr gut.“